# Emerson Thome
Emerson Thome (født 30. marts 1972) er en tidligere brasiliansk fodboldspiller.